# Surinaamse Zwem Bond
De Surinaamse Zwem Bond (SZB) is de officiële sportbond voor zwemmen in Suriname. De bond is gevestigd in Paramaribo.
De SZB werd opgericht op 22 april 1953 en is aangesloten bij het Surinaams Olympisch Comité, de Confederación Sudamericana de Natación (CONSANAT) en de Fédération Internationale de Natation (FINA).